# Мелешкин, Сергей Михайлович
Мелешкин Сергей Михайлович (1906, Рязанская область — 9 февраля 1972, Москва) — советский горный инженер, хозяйственный деятель в горнорудной промышленности, кандидат технических наук.

## Биография
Родился в 1906 году на территории современной Рязанской области.
В 1920—1924 годах — наёмный рабочий. В 1924—1928 годах — прокатчик на металлургическом заводе имени Петровского в Днепропетровске. В 1928—1930 годах — служба в Красной армии в Харькове. Член ВКП(б) с 1930 года.
В 1935 году окончил Днепропетровский горный институт. В 1935—1937 годах работал инженером-исследователем в Криворожском научно-исследовательском горнорудном институте.
В 1937—1939 годах — управляющий шахтоуправлением имени Орджоникидзе, в 1939—1941 годах — директор треста «Ленинруда» в Кривом Роге, внедрял передовые методы бурения.
Перед Великой Отечественной войной был в командировке в Швеции, обменян на немецких дипломатов. В июле-августе 1941 года руководил эвакуацией треста «Ленинруда» на Урал. С 1941 года — начальник Главруды на Урале.
В марте 1944 года, в период освобождения Кривбасса от немецкой оккупации, возглавлял комиссию хозяйственных работников, которым предстояло оценить работы по восстановлению разрушенных рудников Криворожского бассейна.
До 1957 года занимал пост заместителя министра чёрной металлургии СССР, с 1960 года работал в Госплане СССР. Заместитель начальника отдела экономики и развития чёрной металлургии Госэкономсовета. В 1957—1960 годах — заместитель главы Днепропетровского совпартхоза.
Стоял у истоков создания института «Механобрчермет» в Кривом Роге. Инициатор строительства горно-обогатительных комбинатов Кривбасса. Участвовал в строительстве Асуанской плотины, металлургических предприятий Индии, Болгарии, Венгрии.
Умер 9 февраля 1972 года в Москве после тяжёлой и продолжительной болезни. Похоронен на 7-м участке Новодевичьего кладбища. 
Кандидат технических наук, автор 24 научных публикаций, 5 свидетельств на изобретения.

## Награды
- трижды орден Ленина;
- орден Трудового Красного Знамени;
- орден «Знак Почёта»;
- благодарность СЭВ;
- правительственные награды[10].

## Память
- До 2016 года именем Сергея Мелешкина была названа улица в Саксаганском районе Кривого Рога[11];
- Памятная доска в Кривом Роге[12].